# Jerry e l'elefante
Jerry e l'elefante (Jerry-Go-Round) è un film del 1966 diretto da Abe Levitow. È il diciottesimo dei 34 cortometraggi animati della serie Tom & Jerry prodotti da Chuck Jones con il suo studio Sib-Tower 12 Productions.

## Trama
Tom insegue Jerry all'interno di un circo e quest'ultimo, per sfuggire da Tom, si nasconde dietro a un tamburo. Il topo viene colpito da una grossa lacrima, che proviene da un elefante che piange di dolore per aver calpestato un chiodo. Jerry toglie il chiodo all'elefante e, quando glielo mostra, il pachiderma fa amicizia con il topo. Subito dopo Tom cerca di raggiungere Jerry con una scala, ma l'elefante fa assumere alla sua proboscide la forma di un martello e lo schiaccia.
In seguito Jerry e l'elefante partecipano a uno spettacolo. In questo frangente Tom proietta Jerry su una corda sospesa, che il gatto muove, facendo avvicinare il roditore. Tom, mentre si dirige verso la scala di uscita, si trova però faccia a faccia con l'elefante, che butta giù la corda grazie al suo peso. Poi toglie Jerry dalle mani di Tom e lascia andare la corda, facendo volare il gatto fuori dal tendone del circo.
Più tardi, Tom insegue Jerry fino a un trampolino. Il topo si tuffa, atterrando in una tinozza piena d'acqua; subito dopo l'elefante aspira tutta l'acqua con la proboscide, per poi prendere Jerry. Tom, che nel frattempo si era buttato, sfonda la tinozza vuota e sprofonda sotto terra, venendo riportato in superficie da un diavolo dell'inferno.
Mentre Jerry e l'elefante giocano dentro al tendone, Tom prende un bastone con legato uno spargipepe e, furtivamente, versa il pepe dentro le narici del pachiderma. L'elefante produce così uno starnuto colossale, che lancia Jerry fuori dal tendone. Tom cerca di prenderlo con un guantone da baseball, ma l'elefante è riuscito ad arrivare dove si trova il gatto. Il pachiderma lo lancia in aria e gli sottrae il guantone, con il quale acchiappa Jerry.
Quest'ultimo e l'elefante stanno ora guidando la parata del circo. Tom tenta di ucciderli per mezzo di un detonatore con collegato un candelotto di dinamite. A causa delle vibrazioni del rumore della grancassa che l'elefante sta suonando, la dinamite finisce nel tombino dentro cui Tom si era nascosto. Il pachiderma calpesta involontariamente il detonatore, provocando quindi l'esplosione della bomba. Tom sventola allora una bandiera bianca, in segno di arresa, con scritto THE END.